# Abtsheide
De Abtsheide is een natuurgebied in de Belgische gemeente Beerse. Het 30 ha grote gebied is eigendom van Campine maar wordt beheerd door het Agentschap voor Natuur en Bos. Het gebied is Europees beschermd als onderdeel van Natura 2000-gebied Kempense kleiputten (BE2100019).

## Algemene info
De Abtsheide wordt in het oosten begrensd door de Lange Kwikstraat. Aan de overzijde van deze straat ligt een ander natuurgebied: De Pomp-Poelberg. Ook dit gebied is in beheer van het Agentschap voor Natuur en Bos.

## Geschiedenis
Zowel de Abtsheide als het natuurgebied De Pomp-Poelberg zijn restanten van de historische Ab(t)sheide. Dit heidegebied strekte vroeger zich uit over een oppervlakte van meer dan 800 ha in het grensgebied van de gemeenten Beerse, Rijkevorsel en Merksplas.
Omdat de heide sterk vergrast was, werd ze in de zomer van 2009 grotendeels geplagd. Hierdoor kan de heide zich weer ontwikkelen.

## Flora
In het natuurgebied Abtsheide zijn sporen van zowel droge als natte heide terug te vinden.